# Dignomus kroliki
Dignomus kroliki là một loài bọ cánh cứng trong họ Ptinidae. Loài này được Borowski miêu tả khoa học năm 2002.